# 完美尺
完美尺是一个有整数刻度{\displaystyle a_{1}=0<a_{2}<\dots <a_{n}=l}的尺子，符合以下条件：对于任意的整数{\displaystyle 0<k\leq m}，都存在唯一的{\displaystyle i,j}使得{\displaystyle k=a_{i}-a_{j}}。这样的尺子被称为{\displaystyle m}-完美尺。
对于给定的{\displaystyle m,n}，长度{\displaystyle l}最小的{\displaystyle m}-完美尺被称为最优完美尺。

## 例子
一个长度为7的4-完美尺的例子是{\displaystyle (0,1,3,7)}。对于所有不超过4的正整数，都有唯一的表示方法如下：
{\displaystyle 1=1-0}
{\displaystyle 2=3-1}
{\displaystyle 3=3-0}
{\displaystyle 4=7-3}